# Al-Husajnijja (Egipt)
Al-Husajnijja (arab. الحسينية) – miasto w Egipcie, w muhafazie Asz-Szarkijja. W 2006 roku liczyło 30 825 mieszkańców.